# 箕輪友行
箕輪　友行（みのわ　ともゆき、1961年4月26日 - ）は東京都出身の男性実業家である。
株式会社MAXISホールディングス、株式会社MAXISアソシア、株式会社MAXISホールディングスの代表取締役会長　兼 CEOである。明光義塾フランチャイジーであるMAXISホールディングスを経営。
他、ビューティー事業、ウェルネス事業、広告事業などを手掛けている。
近年は、不動産、賃貸事業。

## 経歴
大学3年生になってすぐ、父親が余命3ヶ月の肺ガンであると分かった。一戸建てのローンや父親の医療費、生活費を稼がなければならなくなり、大学を中退。いくつかの会社に勤めた後に家を売却して、1985年に新目白通りと明治通りの角に飲食店を始めた。しかし客足が伸びず、当時は生活するのがやっとだったという。開店から3年後の1988年、持ち帰り弁当屋の大手がこの場所に出店したいと立ち退き料800万円を提示した。赤字だった店だったこともあり、箕輪はすぐにこの話に応じ、800万円を手に入れることが出来た。この800万円を使って、箕輪は当初、飲食店のフランチャイズを出店することを考えたが、費用が高いこともあり断念した。他のフランチャイズも検討した末、学習塾を出店することに決めた。

### 略歴
- 1985年 - 飲食店開業
- 1988年 - 飲食店売却
- 同年 - 明光義塾フランチャイズ加盟
- 1991年 - 明光義塾3教室展開
- 1996年 - 明光義塾10教室展開
- 2003年 - 明光義塾20教室展開
- 2004年 - 明光義塾30教室展開
- 2007年 - 明光義塾60教室展開
- 2008年 - 明光義塾教室生徒数5000人達成

## 私生活
生活の拠点を複数有しており、沖縄県の豊崎がその一つである。元々はハワイを検討していたが、新型コロナウイルスの蔓延で往来がしづらくなったことに不便を感じ、暖かいところが好きで、長期滞在は難しいという性格から豊崎を選択することとなった。

## 受賞
- 明光義塾フランチャイズ本部主催「最優秀経営者賞」受賞（1999年-2008年）

## その他
個別指導で有名な明光義塾の教室を、東京を中心に60店舗展開するMAXISグループ。
創始者の箕輪友行会長は、一度事業に失敗し、そこから這い上がり現在の成功を手に入れた。(経済界2008年9月2日号より抜粋)